# Liberalrepublikanska partiet
Förenta staternas liberalrepublikanska parti (engelska: Liberal Republican Party of the United States) var ett politiskt parti i USA i början av 1870-talet. Partiet deltog i presidentvalet i USA 1872. Presidentkandidaten Horace Greeley och vicepresidentkandidaten B. Gratz Brown, vilka även hade nominerats av Demokratiska partiet, fick 43,8% av rösterna. Efter valförlusten försvann partiet från den politiska kartan och de ledande medlemmarna dels återvände till Republikanska partiet, dels bytte parti till demokraterna.
Partiets hade sitt ursprung bland missnöjda liberala medlemmar av Republikanska partiet, vilka uppfattade Ulysses S. Grant och hans regering som korrumperade. Tidningsmannen och Missourisenatorn Carl Schurz grundade det nya partiet år 1870 i Missouri, varifrån det spred över hela landet med syfte att utmana Grant i presidentvalet. Många framträdande republikaner gick med i Liberal Republican Party, bland andra Horace Greeley, Charles Sumner och Lyman Trumbull.
Partiets plattform gick ut på en försonligare attityd mot sydstaterna i och med att slaveriet redan hade avskaffats. Medan Demokratiska partiet gick till val år 1872 tillsammans med Liberal Republican Party i alla delstater utom Louisiana och Texas, nominerade en konservativ utbrytarfalang "Straight-Out Democrats" till presidentkandidat Charles O'Conor, som sedan fick 0,3% av rösterna. Horace Greeley avled den 29 november 1872 innan elektorskollegiet hade hunnit officiellt avgöra presidentvalet. 66 elektorer skulle annars ha röstat på honom men nu gick en majoritet av dem, 42, till demokraten Thomas A. Hendricks. Av Liberal Republican Partys politiker fick B. Gratz Brown 18 elektorsröster och David Davis en röst. Tre elektorer röstade på Greeley men deras röster underkändes. Valet hade i vilket fall som helst avgjorts till Ulysses S. Grants fördel. Partiet återhämtade sig inte från Greeleys död utan upplöstes.